# Henrik IV (1964)
Henrik IV är en svensk TV-teateruppsättning från 1964 av William Shakespeares pjäs med samma namn. Pjäsen regisserades av Keve Hjelm efter en översättning och omarbetning av Karl Ragnar Gierow. I rollen som Henrik IV ses Erik Hell.

## Rollista
- Erik Hell – Henrik IV av England
- Kristina Adolphson – Lady Percy
- Lissi Alandh – Dolly Bolster
- Carl-Olof Alm – Poins
- Per-Axel Arosenius – värden
- Hans Bendrik – ärkebiskopen av York
- Jan Bergquist – tjänare till Lord Chief-Justice
- Christian Berling – Prins Humphrey av Gloucester
- Olle Björling – Finne
- Jan Blomberg – Lord Hastings
- Curt Broberg – Sir Walter Blunt
- Gösta Bråhner – Archibald, Earl av Douglas
- Bernt Callenbo – Gower
- Lars Edström – Percys tjänare
- Allan Edwall – Enkel
- Nils Eklund – möbel
- Claes Falkenberg – resande
- Axel Fritz – skugga
- Heinz Hopf – Edmund Mortimer, Earl av March
- Sture Hovstadius – stut
- Per Jonsson – ledsagare
- Ingvar Kjellson – Bardolph
- Leif Liljeroth – Earl av Westmoreland
- Lars Lind – Henry, prins av Wales
- Peter Lindgren – Thomas Percy, Earl av Worcester
- Jan Erik Lindqvist – Henry Percy, Earl av Northumberland
- Oscar Ljung – Owen Glendower
- John Melin – Davy
- Monica Nielsen – Lady Mortimer, dotter till Glendower och syster till Mortimer
- Jan Nygren – Sir Richard Vernon
- Gunnar Olsson – Sheriff
- Ulf Palme – Sir John Falstaff
- Lars Passgård – Prins Johan
- Hjördis Petterson – värdinna
- Arne Ragneborn – Peto
- Håkan Rylander – Grip
- Håkan Serner – Kavla
- Willie Sjöberg – Lord Bardolph
- Georg Skarstedt – Gadshill
- Peter Thelin – Page
- Ove Tjernberg – Henry Percy, med efternamnet Hotspur
- Hans Wahlgren – Prins Thomas
- Ivar Wahlgren – Lord Mowbray
- Torsten Wahlund – Stut
- Sven Erik Weilar – Earl of Warwick
- Iwar Wiklander – adelsman
- Georg Årlin – Lord Chief-Justice
- Nils Åsblom – ledsagare